# Kaze mo Sora mo Kitto...
«Kaze mo Sora mo Kitto...» (яп. 風も空もきっと…, досл. укр. «Вітер, Небо, Напевно...») — пісня японської виконавиці Мідзукі Аріси з її третьої збірки Fiore II. 20 квітня 1996 року пісня вийшла як другий сингл з альбому. Пісня була використана як закриваюча композиція фінального сезону аніме «Сейлор Мун» — Sailor Stars. Було створено дві версії пісні: початкова версія з аранжуванням Конісі Такао (167—172 серії) та версія, що вийшла на синглі, з аранжуванням Отсукі Хіроюкі (173—199 серії).

## Комерційний успіх
Сингл «Kaze mo Sora mo Kitto…» дебютував в чарті Oricon Weekly Singles на 24 місці з 14130 проданими копіями за перший тиждень. Він протримався в чарті три тижні і мав загалом 27530 проданих копій.

## Список композицій
Автор музики і слів Уєда Тіка. 
| #    | Назва                                         | Аранжування    | Тривалість |
| ---- | --------------------------------------------- | -------------- | ---------- |
| 1.   | «Kaze mo Sora mo Kitto...»                    | Отсукі Хіроюкі | 4:44       |
| 2.   | «Kaze mo Sora mo Kitto... (Original Karaoke)» | Отсукі         | 4:44       |
| 9:32 |                                               |                |            |

## Чарти і продажі
| Чарт (1996)           | Найвища позиція | Продажі |
| --------------------- | --------------- | ------- |
| Oricon Weekly Singles | 24              | 27,530  |